# Pod cukrowym niebem
Pod cukrowym niebem (ang. Beneath the Sugar Sky) – amerykańskie opowiadanie fantasy z 2018 autorstwa Seanan McGuire. To trzecia historia z serii Zbłąkane Dzieci. Wprowadza nową bohaterkę, Rini Onishi, córkę zamordowanej w pierwszym opowiadaniu z cyklu Sumi. Polskie wydanie ukazało się w 2024 nakładem wydawnictwa Mag, w tłumaczeniu Anny Reszki, w jednym tomie wraz z opowiadaniem W nieobecnym śnie. 

## Fabuła
Akcja opowiadania rozpoczyna się w szkole prowadzonej przez Eleanor West. Główną bohaterką opowiadania jest Cora, nowa uczennica, która powróciła ze świata syren i przez swoich rówieśników z innych szkół jest uważana za grubą. Codzienne zajęcia zostają przerwane przez przybycie Rini Onishi, która twierdzi, że jest dzieckiem Sumi, pomimo tego, że ta została wcześniej zamordowana i nie posiadała dziecka w chwili śmierci. Rini wyjaśnia, że Sumi dorosła i założyła swoją rodzinę w świecie słodyczy, jednak z powodu jej śmierci na Ziemi ona i inni członkowie jej rodziny zaczynają zanikać z powodu nieistniejącej przyszłości Sumi. Dlatego też koledzy z jej klasy, Christopher, Kade, Cora i Nadya wyruszają w podróż, aby ją ożywić i uratować jej przyszłą rodzinę. 

## Nagrody
| Rok  | Nagroda                                     | Wynik     | Źrodło |
| ---- | ------------------------------------------- | --------- | ------ |
| 2019 | BooktubeSFF Award for Short Work            | nominacja | [ 1 ]  |
| 2019 | Nagroda Hugo za najlepsze opowiadanie       | nominacja | [ 2 ]  |
| 2019 | World Fantasy Award za najlepsze opwiadanie | nominacja | [ 3 ]  |